# Anton Schlembach

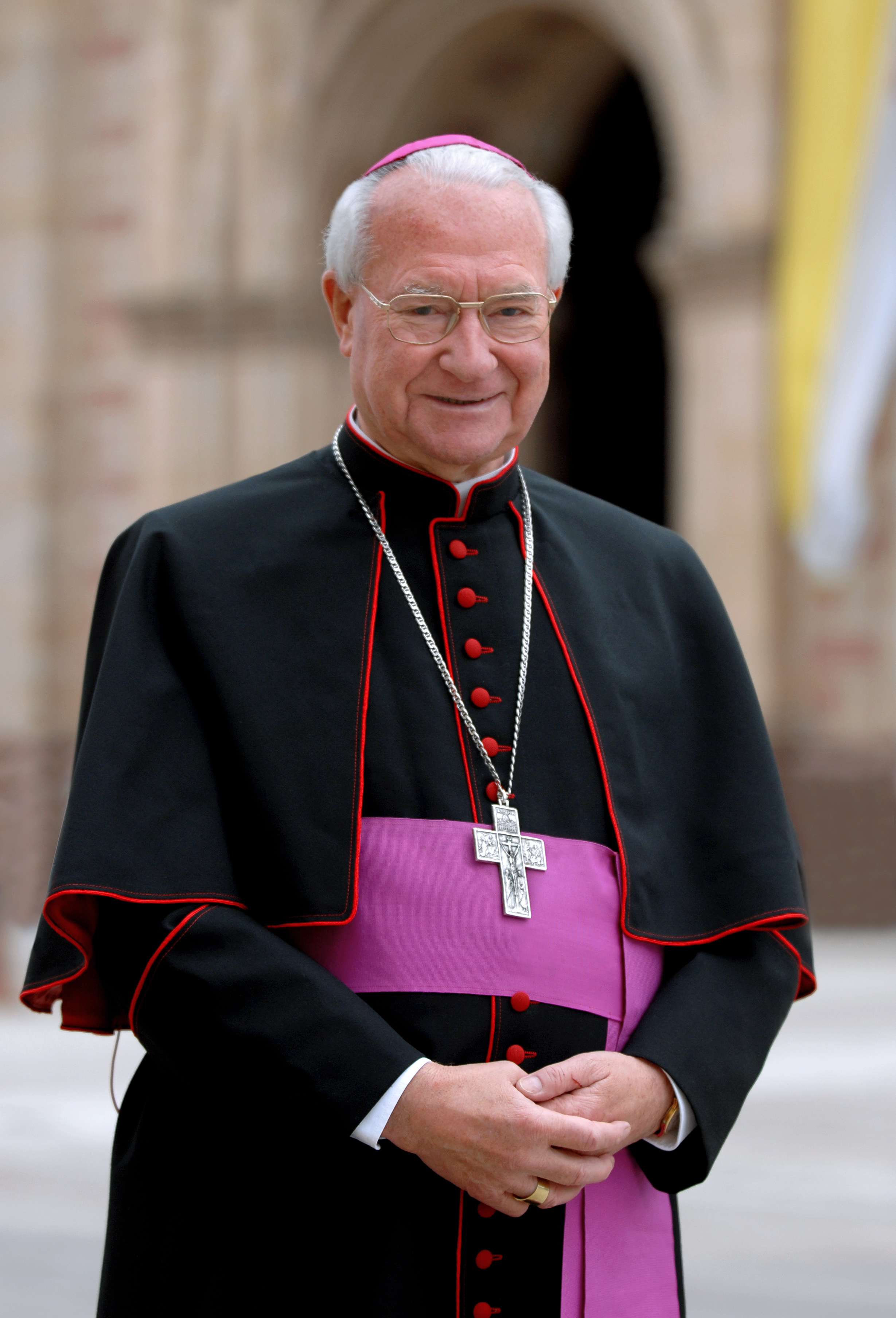
Bischof Anton Schlembach (2006)

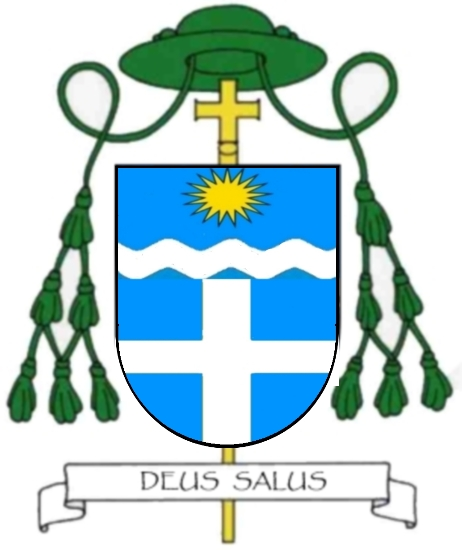
Wappen des Bischofs von Speyer (1983–2007)

Anton Schlembach (* 7. Februar 1932 in Großwenkheim; † 15. Juni 2020 in Speyer) war ein deutscher römisch-katholischer Geistlicher. Von 1983 bis 2007 war er Bischof von Speyer, von 1991 bis 2006 außerdem Großprior der Deutschen Statthalterei des Ritterordens vom Heiligen Grab zu Jerusalem.

## Leben
Anton Schlembach wurde 1932 in Unterfranken im Landkreis Bad Kissingen als ältestes von vier Kindern einer Landwirtsfamilie geboren. Seine Ausbildung erhielt er im Bischöfliche Knabenseminar Würzburg, das damals von Julius Döpfner geleitet wurde Nach dem Abitur 1950 am Humanistischen Gymnasium Miltenberg studierte er Katholische Theologie und Philosophie an der Julius-Maximilians-Universität Würzburg und als Germaniker an der Päpstlichen Universität Gregoriana in Rom und empfing dort am 10. Oktober 1956 durch den Wiener Erzbischof Franz König die Priesterweihe. 1959 wurde er an der Gregoriana mit einer Arbeit über den Theologiebegriff des Dogmatikers Mathias Joseph Scheeben (1835–1888) zum Doktor der Theologie promoviert.
In seiner Heimatdiözese Würzburg wurde Schlembach im Anschluss an die Kaplansjahre in Heppdiel, Aschaffenburg und Schweinfurt mit einer Reihe verschiedener Aufgaben betraut: 1963 Pfarrverweser in Obersinn und gleichzeitig Direktor des Studienseminar Aschaffenburg sowie Religionslehrer am Dalberg- und Kronberg-Gymnasium. 1966 wurde er Regens des Priesterseminars in Würzburg. Ab 1969 erteilte er hauptamtlich Religionsunterricht am Frobenius-Gymnasium und war parallel Dekanatsbeauftragter für die Priester- und Erwachsenenbildung sowie Seelsorger in Krankenhaus und Altenheim in Hammelburg, ehe er am 1. Juni 1981 zum Domkapitular und schon einen Monat später zum Generalvikar des Bistums Würzburg unter Bischof Paul-Werner Scheele ernannt wurde.

### Bischof von Speyer
Am 25. August 1983 wurde Schlembach von Papst Johannes Paul II. zum Bischof von Speyer ernannt. Die Bischofsweihe empfing er am 16. Oktober desselben Jahres im Dom zu Speyer durch seinen Vorgänger in Speyer, den damals neuen Münchener Erzbischof Friedrich Wetter. Der Speyerer Weihbischof Ernst Gutting sowie der Würzburger Bischof Paul-Werner Scheele waren die Mitkonsekratoren. Sein bischöflicher Wahlspruch war „Deus salus“ (Gott ist Heil).
Am 10. Februar 2007 nahm Papst Benedikt XVI. Schlembachs Rücktrittsgesuch an und entband ihn aus Altersgründen von seinem Amt als Bischof von Speyer.
Anton Schlembach verbrachte seinen Lebensabend im Caritas-Altenzentrum St. Martha in Speyer und starb am 15. Juni 2020 im Alter von 88 Jahren im Diakonissen-Stiftungs-Krankenhaus Speyer.

### Ritterorden vom Heiligen Grab zu Jerusalem
1985 wurde er von Kardinal-Großmeister Maximilien Kardinal de Fürstenberg zum Großoffizier des Ritterordens vom Heiligen Grab zu Jerusalem ernannt und am 11. Mai 1985 im Regensburger Dom durch Franz Kardinal Hengsbach, Großprior der deutschen Statthalterei, investiert.
Schlembach übernahm 1986 die Aufgabe des Priors der Provinz Rhein-Main der Deutschen Statthalterei. 1989 war er Mitbegründer der Komturei Regina Coeli Speyer/Kaiserslautern. Er selbst war von 1991 bis 2006 Großprior der Deutschen Statthalterei des Ritterordens vom Heiligen Grab zu Jerusalem; Nachfolger wurde der spätere Kardinal Reinhard Marx. Schlembach hat sich mit großem Engagement für die Christen in Israel und Palästina eingesetzt.

## Wirken

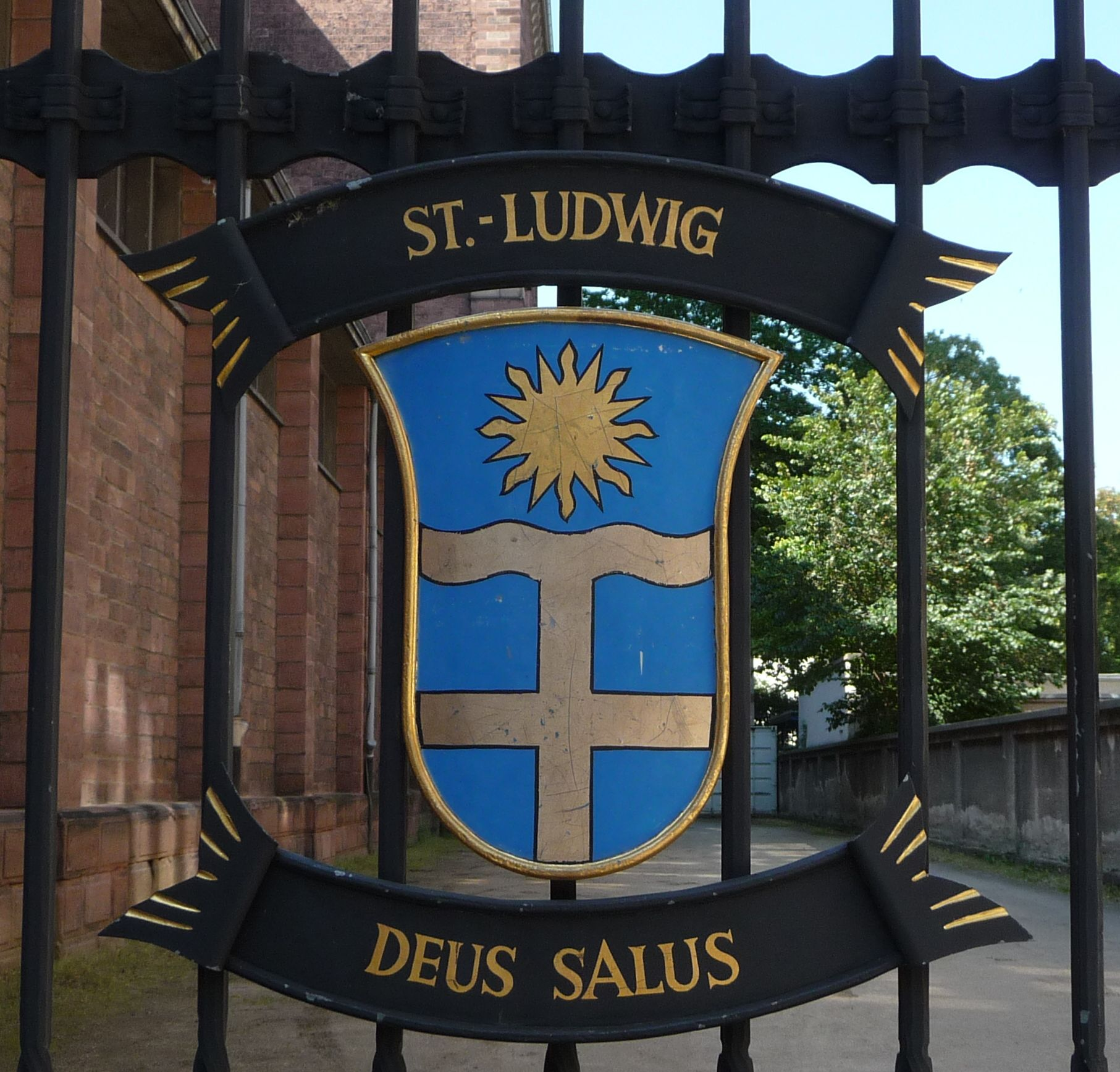
Wappen des Bischofs an der Ludwigskirche in Ludwigshafen/Rhein

1984 gründete er die Aktion „Solidarität mit Arbeitslosen“, durch die über 400 Arbeitsstellen finanziert wurden und engagierte sich bis 2011 für diese Stiftung. 1991 gründete er die ökumenische Hospizhilfe im Bereich des Bistums Speyer.
In der Deutschen Bischofskonferenz war Schlembach zunächst Mitglied der Publizistischen Kommission und der Ökumene-Kommission, später der Kommission für weltkirchliche Aufgaben und Vorsitzender der Unterkommission für Missionsfrage. Er engagierte sich außerdem als Mitglied der Kommission für gesellschaftliche und soziale Fragen, deren Vorsitz er zehn Jahre lang innehatte. Fünf Jahre war er Mitglied im Päpstlichen Rat für den Dialog mit den Nichtglaubenden; als Leiter des Dialog-Sekretariates für die Bundesrepublik und die deutschsprachige Schweiz richtete er wissenschaftliche Symposien in Speyer und Prag aus. Er war Delegierter der Deutschen Bischofskonferenz bei Eucharistischen Weltkongressen in Seoul (1989), Sevilla (1993), Breslau und Rom (2000).
Schlembach engagierte sich für die Sanierung des Speyerer Domes, der als größte romanische Kirche der Welt zum Weltkulturerbe zählt. 1996 konstituierte sich das Kuratoriums des Speyerer Dombauvereins, zeitgleich mit dem Beginn der großen Sanierung des Speyerer Kaiserdomes. 1999 gründete er die „Europäische Stiftung Kaiserdom zu Speyer“ mit dem ehemaligen Bundeskanzler Helmut Kohl als Vorsitzendem.
Einer der Höhepunkte seiner Amtszeit war 1987 der Besuch von Papst Johannes Paul II. in Speyer und die Messfeier mit circa 60.000 Gläubigen auf dem Domplatz. Zahlreiche Staatsgäste, die Bundeskanzler Helmut Kohl in den Speyerer Dom einlud, empfing Schlembach und führte sie persönlich durch den Dom, darunter Michail Gorbatschow und Boris Jelzin ebenso wie George H. W. Bush, Vaclav Havel oder Juan Carlos I., König von Spanien.
Er war zudem einer der Initiatoren für die Seligsprechung (1987) und Heiligsprechung (1998) von Edith Stein durch Papst Johannes Paul II. Zu seinen wesentlichen Verdiensten gehört auch sein Einsatz für die Seligsprechung (2006) des Speyerer Diözesanpriesters Paul Josef Nardini, des Ordensgründers der Mallersdorfer Schwestern, durch Papst Benedikt XVI.
1950 trat Schlembach dem Wissenschaftlichen Katholischen Studentenverein Unitas Hetania zu Würzburg im Unitas-Verband als ordentliches Mitglied bei. Er war außerdem Ehrenmitglied der K.D.St.V. Merowingia Kaiserslautern und der K.D.St.V. Vasgovia Landau im CV.

## Ehrungen und Auszeichnungen
- 1983: Ehrenbürger von Münnerstadt
- 1983: Ehrendomherr am Würzburger Dom
- 1987: Ehrendomherr der Kathedrale von Chartres
- 1997: Großes Verdienstkreuz des Verdienstordens der Bundesrepublik Deutschland

## Zitate
„Mit einem überzeugten Atheisten!“

„Liebe Jugendliche, macht nicht nur wie die Drei Könige den Weg von Speyer nach Köln, sondern sucht wie sie Jesus, um ihn anzubeten. Jesus Christus ist unser Ziel: das Ziel aller Sehnsucht. Er hat sich zu unserem Weg gemacht. Er hat sich zu unserem Wegbegleiter gemacht. Er ist stets bei euch. Der Segen, mit dem wir euch jetzt entlassen, ist dafür Zeichen und Gewissheit.“

## Schriften
- Anton Schlembach, Waltraud Herbstrith: Erinnere dich – vergiss es nicht: Edith Stein – christlich-jüdische Perspektiven. Plöger Medien, 1986, ISBN 3-89857-050-9.
- Anton Schlembach, Karlheinz Debus: Robert Schuman. Lothringer – Europäer – Christ. Pilger-Verlag, Speyer 1995, ISBN 3-87637-054-X.
- Anton Schlembach: Dienst unter sechs Päpsten. In: Bernhard Oswald (Hrsg.): Lebenswege. Miltenberger Abiturienten 1950. Miltenberg 2007, ISBN 978-3-00-020445-6.
- Anton Schlembach: Zeugen des Glaubens. Predigten und Beiträge aus 24 Bischofsjahren. Festgabe zum 75. Geburtstag von Bischof Dr. Anton Schlembach. Pilger-Verlag, Speyer 2007, ISBN 3-87637-082-5.